# Ricania coorgensis
Ricania coorgensis är en insektsart som beskrevs av William Lucas Distant 1916. Ricania coorgensis ingår i släktet Ricania och familjen Ricaniidae. Inga underarter finns listade i Catalogue of Life.